# Beto Brant
Pour les articles homonymes, voir Brant.
Beto Brant, né le 23 mai 1964 à Jundiaí (Brésil), est un réalisateur et scénariste brésilien,.

## Filmographie partielle

### Comme réalisateur

#### Au cinéma
- 1987 : Aurora (court métrage, également scénariste)
- 1988 : Dov'è Meneghetti? (court métrage)
- 1993 : Job (court métrage)
- 1997 : Os Matadores (également scénariste)
- 1998 : Ação Entre Amigos (pt) (également scénariste)
- 2001 : O Invasor (également scénariste)
- 2005 : Crime Delicado (pt) (également scénariste)
- 2007 : Cão Sem Dono (pt)
- 2010 : O Amor Segundo B. Schianberg
- 2011 : Eu Receberia as Piores Notícias dos seus Lindos Lábios (pt)
- 2012 : Mundo Invisível (pt) (segment « Kreoko »)
- 2017 : Pitanga, documentaire sur Antônio Pitanga (pt) (coscénarisé et coréalisé avec Camila Pitanga)
- 2017 : Cão Sem Dono (pt) (uniquement scénario)
- 2020 : Negras Vozes - Tempos de Alakan (court métrage, également scénariste)
- 2020 : La Planta (également scénariste)
- 2020 : Persona non grata (uniquement scénario original : O Invasor)